# サイバーセキュリティクラウド
株式会社サイバーセキュリティクラウド（英: Cyber Security Cloud , Inc.）は、「世界中の人々が安心安全に使えるサイバー空間を創造する」をミッションに掲げ、世界有数のサイバー脅威インテリジェンスを駆使した Web アプリケーションのセキュリティサービスを軸に、脆弱性情報収集・管理ツールやクラウド環境のフルマネージドセキュリティサービスを提供している日本発のサイバーセキュリティメーカーである。 複数のプロダクトで国内トップシェアを獲得し、「日本で最も多くのWebサイトを守る会社」としての地位を確立。日本発のグローバルセキュリティメーカーとしてアメリカやシンガポールへの子会社設立等、海外進出も進めており、ユーザーは全世界100カ国以上に広がっている。

## 会社概要
2010年8月に創業。2013年1月にサイバーセキュリティ事業を開始、2014年10月にサイバーセキュリティクラウドに商号変更。2020年3月に東証マザーズに株式上場した。

## 沿革
- 2010年
  - 8月 - 東京都渋谷区に前身となる株式会社アミティエを設立する。
- 2013年
  - 1月 - サイバーセキュリテイ事業を開始する。
  - 12月 - クラウド型WAF「攻撃遮断くんサーバセキュリテイタイプ」の提供を開始する。
- 2014年
  - 10月 - 商号を「株式会社サイバーセキュリテイクラウド」に変更する。
  - 10月 - クラウド型WAF 「攻撃遮断くんWEBセキュリテイタイプ」の提供を開始する。
- 2016年
  - 3月 -  Web改ざん検知サービス「Web改ざん発見くん」の提供を開始する。
  - 8月 -  DDoS攻撃対策のサービス「攻撃遮断くんDDoSセキュリテイタイプ」の提供を開始する。
  - 10月 - サイバー保険の自動付帯を開始する。
- 2017年
  - 12月 - パブリッククラウドの提供するWAFのルール自動運用サービス「WafCharm」の提供を開始する。
- 2018年
  - 7月 -  クラウド型WAFにおける外部からの攻撃に対する防御ルールに関連する特許「フアイアウオール装置」を取得（特許第6375047号）。
  - 9月 -  Cyber Security Cloud Inc.（米国法人）を設立する。
  - 12月 - 情報セキュリテイマネジメントシステム（ISMS）に関する国際規格である「ISO/IEC 27001」 の認証を取得する。
- 2019年
  - 2月 -  Webアプリケーションを保護するためのルールセットManaged RulesをAWS Marketplaceで提供開始する。
- 2020年
  - 3月 -  東京証券取引所マザーズに株式上場。
  - 12月 - 株式会社ソフテックの株式を100％取得し連結子会社化する[3]
- 2021年
  - 11月 - 米国のAWSユーザを対象とした『WafCharm AWS版』の提供を開始
- 2022年
  - 2月 - セキュリティ連盟を発足&加盟
  - 4月 - 米国法人の拠点をロサンゼルスへと移して、グローバル展開を強化
- 2023年
  - 3月 - セキュリティ連盟を一般社団法人化し「サイバーセキュリティ連盟」を設立
  - 10月 -「CloudFastener（クラウドファスナー）」を提供開始
- 2024年
  - 5月 - Cyber Security Cloud Pte. Ltd. （シンガポール法人）を設立
  - 10月 - 株式会社ジェネレーティブテクノロジーを設立
- 2025年
  - 2月 - 株式会社DataSignの株式取得による子会社化

## サービス
- 攻撃遮断くん
  - 外部からのサイバー攻撃を遮断し、個人情報漏洩、Webサイト改ざん、サービス停止などからWebサイトを守るクラウド型Webセキュリティサービス。
  - 2013年に提供を開始し、国内クラウド型WAF市場にて売上シェアNo.1。
  - 導入社数・サイト数もNo.1で、実績は20,000サイト以上にのぼる。
- WafCharm
  - 世界中のWeb攻撃パターンを学習し、AWS WAF /Azure WAF /Google Cloud Armorのルールを最適化するクラウドWAFの自動運用サービス。
  - 2017年に提供を開始し、AWS WAF自動運用サービス導入ユーザー数国内No.1。
- AWS WAF Managed Rules
  - サイバーセキュリティクラウド独自のAWS WAF専用のルールセット
  - 2019年に提供を開始し、現在導入ユーザー数累計100カ国以上3,903ユーザー。（2025年3月時点）
- SIDfm
  - 脆弱性情報を収集し、バッチ情報や回避方法を提供するサービス
  - 2020年に株式会社ソフテックの子会社化と共にサービスラインナップに加わる。
  - 「脆弱性情報配信サービスシェア」・「脆弱性情報提供実績」・「脆弱性オリジナルコンテンツ数」3部門国内No.1
- 脆弱性診断
  - 脆弱性の診断を行うサービス。
  - 2020年に株式会社ソフテックの子会社化と共にサービスラインナップに加わる。
- Cloud Fastener
  - AWSの各種セキュリティサービスを包括的に管理し運用するフルマネージドセキュリティサービス
  - 2023年に提供を開始し、デジタル庁（ガバメントクラウド）の案件受託など実績多数。
- webtru
  - Webプライバシーに特化した同意管理ツール。
    - 2025年に株式会社DataSignの子会社化と共にサービスラインナップに加わる。